# José María Linares
José María Linares é uma província da Bolívia localizada no departamento de Potosí, sua capital é a cidade de Puna.